# آرون سوينسون
آرون سوينسون (بالإنجليزية: Aaron Swinson)‏ مواليد 9 يناير 1971 في برونزويك، هو لاعب كرة سلة أمريكي سابق. بدأ مسيرته الاحترافية في سنة 1994. لعب كرة السلة الجامعية في جامعة أوبرن. اعتزل اللعب في 2003.

## المسيرة الاحترافية
لعب مع فينيكس صنز في سنة 1994، ثم لعب مع نادي مونتكاتيني الرياضي في موسم 1995–1996، ثم لعب مع فالنسيا باسكت في الدوري الإسباني من سنة 1996 إلى 1998، ثم لعب مع جوفينتوت بادالونا في موسم 1998–1999، ثم لعب مع ليبرتاد دي سونتشاليس في الدوري الأرجنتيني في سنة 2000، ثم لعب مع أورينسي في الدوري الإسباني في موسم 2000–2001، ثم لعب مع روزيتو شاركز في الدوري الإيطالي في سنة 2002.

## روابط خارجية
- آرون سوينسون على موقع إن بي أي (الإنجليزية)
- آرون سوينسون على موقع سبورتس رفرنس (الإنجليزية)
- آرون سوينسون على موقع الدوري الإسباني لكرة السلة (الإسبانية)
- آرون سوينسون على موقع كرة السلة الأوروبية.كوم (الإنجليزية)
- آرون سوينسون على موقع كلية كرة السلة في سبورتس رفرنس.كوم (الإنجليزية)
- آرون سوينسون على موقع ريلجم (الإنجليزية)
- آرون سوينسون على موقع بروبوليرز (الإنجليزية)
- آرون سوينسون على موقع سبورتس رفرنس (الإنجليزية)